# Dario Beni
Dario Beni (Roma, 1º gennaio 1889 – Roma, 11 febbraio 1969) è stato un ciclista su strada italiano.
Passista veloce, vinse tredici corse in carriera tra il 1909 ed il 1914.

## Carriera
Fu il primo vincitore di tappa al Giro d'Italia, vincendo la prima tappa della prima edizione del 1909, da Milano a Bologna. Nella stessa edizione vinse anche l'ultima tappa, da Torino a Milano, e si classificò al settimo posto nella classifica generale. Fu vincitore anche della settima tappa nell'edizione del 1911, la Milano-Bologna; terminò quell'edizione al sesto posto.
Fu due volte campione italiano, nel 1909 e nel 1911, vincendo entrambe le edizioni in volata. Si impose per tre volte nella Roma-Napoli-Roma (la Corsa del XX Settembre): 1911 (con un successo di tappa), 1912 e 1914. Vinse la terza tappa da Firenze a Roma della Corsa delle Tre Capitali del 1911 ed il Giro di Romagna del 1912, battendo in volata sul traguardo di Lugo Ugo Agostoni.
Dopo il ritiro dalle competizioni rimase nell'ambiente ciclistico, diventando commissario tecnico della squadra che partecipò ai Giochi olimpici di Berlino. In seguito presiedette il comitato laziale della Federazione Ciclistica Italiana.

## Palmarès
- 1909 (Bianchi, tre vittorie)

1ª tappa Giro d'Italia (Milano > Bologna)
8ª tappa Giro d'Italia (Torino > Milano)
Campionati italiani, Prova in linea
- 1911 (Bianchi, cinque vittorie)

7ª tappa Giro d'Italia (Milano > Bologna)
Campionati italiani, Prova in linea
3ª tappa Corsa delle Tre Capitali (Firenze > Roma)
2ª tappa Roma-Napoli-Roma (Napoli > Roma)
Classifica generale Roma-Napoli-Roma
- 1912 (Bianchi, due vittorie)

Giro di Romagna
Classifica generale Roma-Napoli-Roma
- 1914 (Stucchi, una vittoria)

Classifica generale Roma-Napoli-Roma

### Altri successi
- 1909 (Bianchi)

Classifica generale Firenze-Roma
- 1910 (Bianchi)

Giro Colli Laziali

## Piazzamenti

### Grandi Giri
- Giro d'Italia

1909: 7º
1911: 6º
1912: non partito (7ª tappa)
1913: ritirato
1914: ritirato
- Tour de France

1913: non partito (1ª tappa)

### Classiche monumento
- Milano-Sanremo

1909: ritirato
1910: ritirato
1911: 7º
1912: 6º
1914: 19º
1919: 16º
- Giro di Lombardia

1911: 7º
1913: 6º
1914: 13º